# ペギー・リー・レザー
ペギー・リー・レザー（英語: Peggy Lee Leather、女性、1959年1月19日 - 2023年5月22日）は、アメリカ合衆国のプロレスラー。ジョージア州メイコン出身。チーフ・リトル・ハートは姉。

## 来歴
18歳の時に、アトランタでプロレス観戦中にファビュラス・ムーラを殴り、その度胸が認められてプロレス入りを果たした。
1981年、全日本女子プロレスに初来日。その初戦は5月9日にジャガー横田に改名する前の横田利美のWWWA世界シングル王座初防衛戦となり、敗れはしたのもののシュミット式バックブリーカーで横田に対抗した。秋にもウェンディ・リヒターとともに来日。
1980年代中頃にはWWF（現・WWE）にて定着し、リヒターとのタッグでベルベット・マッキンタイヤー&プリンセス・ビクトリアの持つWWF世界女子タッグ王座に挑戦した。その後、リヒターのフェイスターンに伴いタッグを解消され、リヒターがWWF女子王座を奪取するとそれに挑戦するも失敗に終わる。
その後、WWFを離れてAWA傘下のFCW（WWEファームとして活動していたFCWとは別団体）に移ると、パーシー・プリングル3世の妹と言うギミックでペギー・リー・プリングルを名乗る。メデューサ・ミセリーが持つAWA世界女子王座にチャレンジしたり、1988年12月のPPVイベント「スーパークラッシュ」のバトルロイヤルにも出場した。
その後は女子団体のPOWWを経て、1990年にWCWの番組に参戦。
同年より、女子団体LPWAに覆面レスラーレディXとして参戦。1991年1月31日にスーザン・セクストンからLPWA王座奪取に成功。同年8月にジャパン女子プロレスで来日してイーグル沢井相手に防衛。しかし、1992年PPVイベント「スーパーレディースショーダウン」にてテリー・パワーに敗れ陥落。
1997年、一時的ではあるが、WCWに復帰。
2000年から2001年までは女子団体のWOWにサグのリングネームで参戦。
2005年、レッスルリユニオンで8人タッグに出場。
2008年5月3日、バンビを降しNAWA女子王座獲得。
2023年5月22日、死去。64歳没。

## タイトル
- IWA女子王座
- LMLWインターナショナル王座
- LPWA王座
- NWL女子王座
- NDW女子王座
- NAWAリングチャンピオンズ女子王座

## 得意技
- シュミット式バックブリーカー
- フライング・エルボー・アタック